# Shetland Bus

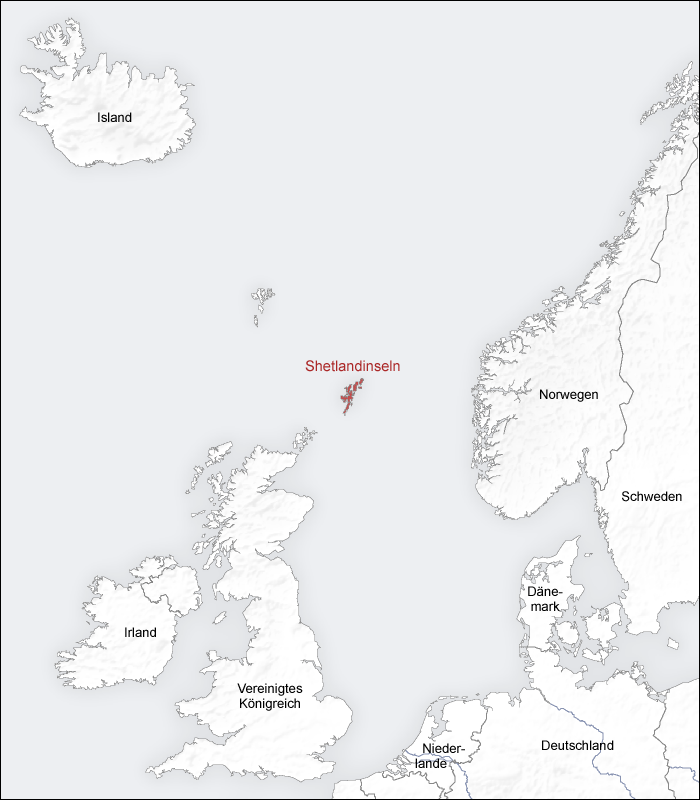
Übersicht Lage der Shetlandinseln (rot)

Shetland Bus ist die Bezeichnung für eine Verbindungsroute aus dem von den Deutschen besetzten Norwegen auf die Shetlandinseln während des Zweiten Weltkriegs. Anfangs kaum organisiert und von den Einheimischen mit Fischerbooten betrieben, wurden diese im Laufe der Zeit von der norwegischen Exilregierung und der Royal Navy unterstützt.
Als die Deutschen auf die Route aufmerksam wurden und es zu mehreren Verlusten kam, stellte die US Navy ab Oktober 1943 drei umgebaute U-Boot-Jäger zur Verfügung, mit denen Flüchtlinge aus und Waffen und Material nach Norwegen transportiert wurden.

## 1940/1941: Unorganisierte Fluchtbewegung
1940 flohen etwa 600 Norweger mit Fischerbooten auf die Shetlandinseln. Nachdem es 1941 zu regelmäßigen Hin- und Rückfahrten gekommen war, konnten bis 1945 373 Flüchtlinge gerettet werden, 383 Tonnen militärische Ausrüstung zu den norwegischen Widerstandskämpfern gebracht werden ebenso wie 192 Agenten der Alliierten, die über diesen Weg nach Norwegen eingeschleust wurden.
Nach der Besetzung Norwegens im Zweiten Weltkrieg im April/Mai 1940 (Unternehmen Weserübung) etablierte sich eine Fluchtbewegung, die zunächst nicht einheitlich organisiert war. Die Shetlandinseln waren dabei (neben der Flucht über Land ins neutrale Schweden) das bevorzugte Fluchtziel. In Norwegen bürgerte sich hierfür der Begriff Shetland Bus ein. Lokale Widerstandsgruppen organisierten zunächst Fischerboote, deren Eigner entweder mitfuhr oder die stellenweise schlicht gestohlen wurden.
Man bediente sich dabei der zuvor mit Flüchtlingen auf den Shetlandinseln eingetroffenen Boote, da diese beim erneuten Auftauchen in norwegischen Gewässern nicht auffielen. Die Fahrten mussten im Dunkeln durchgeführt werden und fanden deshalb vor allem im Winter statt, da es dort sicherer war, die ganze Fahrt über nicht gesehen zu werden. Allerdings bedeutete dies auch, bei den schlechtestmöglichen Seebedingungen zur Zeit der schweren Winterstürme über die See zu fahren.
Die Shetlandinseln selbst wurden in dieser Zeit massiv militärisch ausgebaut. Nach der Invasion Norwegens waren die Shetlandinseln möglicher Stützpunkt einer Invasion der britischen Inseln: die britische Armee verlegte Truppen auf die Insel, brachte Artillerie und Flak-Geschütze mit, die Royal Air Force baute zwei Landebahnen in Sumburgh und Scatsta (Scatsta Airport). Bis zu 20.000 britische Soldaten befanden sich in Lerwick, Scalloway, Sumburgh und Sullom Voe, wodurch auf den Inseln wesentlich mehr Soldaten als Einheimische lebten. Militärisch angegriffen wurden die Shetlandinseln aber nur im November 1939 bei einem deutschen Fliegerangriff, der seine Ziele verfehlte – unter anderem zum Glück für die Shetländer drei Fischerboote, die mit Wasserbomben beladen im Hafen von Lerwick lagen.
Der Ansturm der Norweger auf die Insel stellte die Einwohner dort vor einige Probleme, da sie nicht auf so viele Flüchtlinge eingerichtet waren. Schließlich gelang es, in den Hütten der Heringsmädchen von James Sutherlands Heringsbetrieb ein Notlager einzurichten und die Norweger provisorisch unterzubringen. Die Shetlander selbst zeigten sich gastfreundlich und mitfühlend wie ein Schreiben der norwegischen Exilregierung von 1944 belegt:
The excellent reception which has been given the refugees at Shetland has been indicated by every newcomer who has passed through Shetland. They have met with kindness and understanding by everyone they have been in contact with and for this we are very grateful.

## 1941–1943: Der „Bus“ fährt regelmäßig

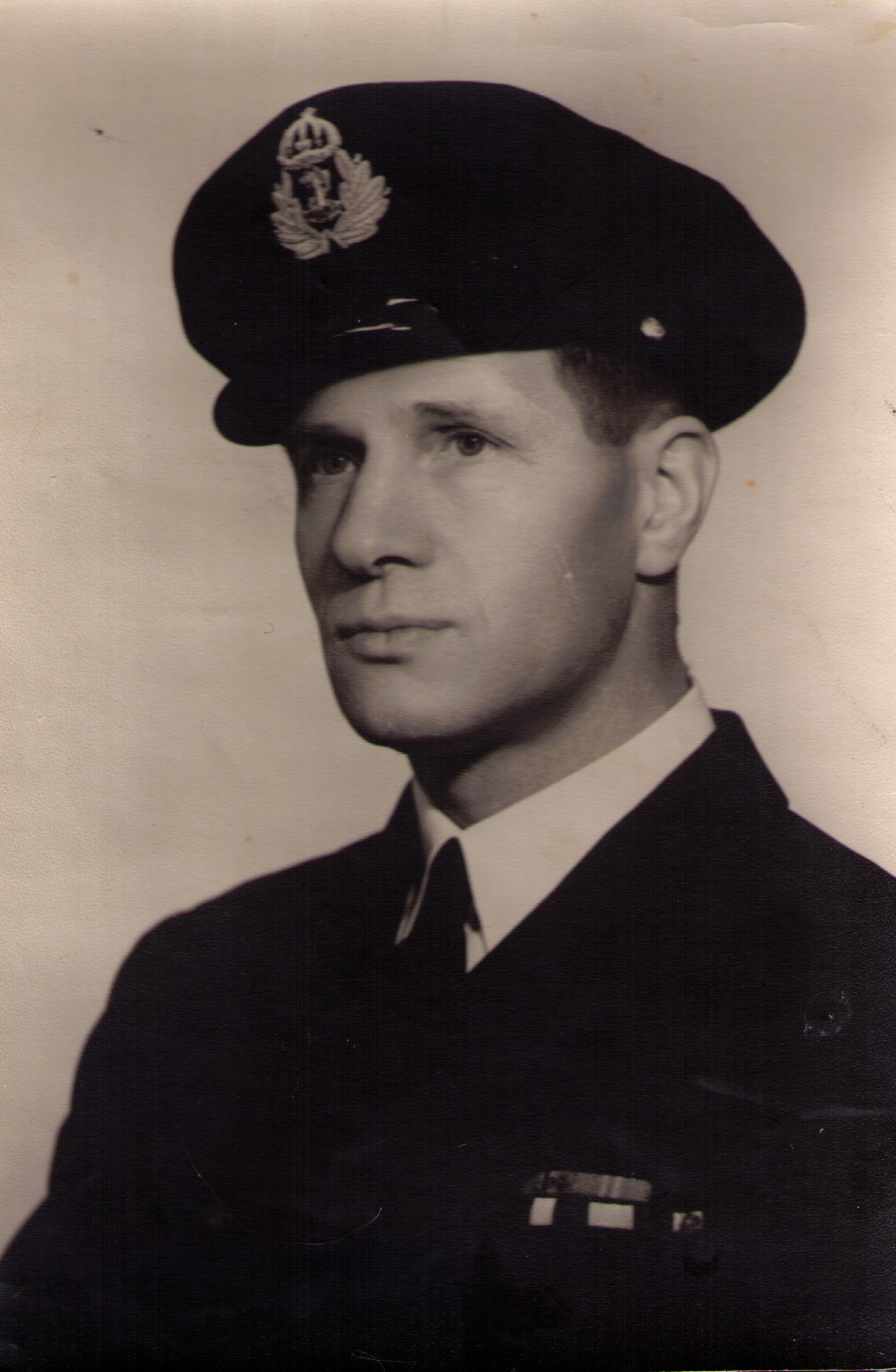
Leif Larsen genannt Shetland Larsen

Mit zunehmender Organisation unter Mitwirkung der norwegischen Exilregierung und der Royal Navy kam es zunehmend zu (fast) regelmäßigen Fahrten. Auf britischer Seite organisierte die geheimdienstliche Special Operations Executive die Aktionen. Schnell hatte sich eine feste Stammbesatzung, die sogenannte Shetland Gang herausgebildet, die vor allem aus entflohenen Norwegern bestand, die ihrem Land helfen wollten. Der bekannteste von ihnen, Leif Andreas Larsen oder auch Shetland Larsen führte nach seiner eigenen Flucht insgesamt 52 Fahrten durch. Er war, obwohl Norweger, ein hochdekorierter Soldat der Royal Navy. Seit Herbst 1940 waren die Shetland-Norwegen-Fahrer offiziell Teil der British Navy, seit Sommer 1942 eine unabhängige norwegische Marineeinheit unter norwegischen Kommando. Zeitweise verfügten sie über 14 Fischerboote. Als die Deutschen anfingen, gezielt Jagd auf die Shetland Busses zu machen, verloren die Fahrer sieben Schiffe durch die deutsche Marine, drei blieben verschollen, ob durch Deutsche versenkt oder im schweren Wetter gesunken, ist unklar. Als die Verluste zu hoch wurden, stellten sie die Fahrt vorerst ein auf der Suche nach geeigneten Fahrzeugen.
In der Anfangszeit wurden die Fahrten direkt vom Hafen in Lerwick gestartet, wo auch die meisten Fluchtboote anlandeten. Dort fielen die Boote durch ihre deutlich andere Bauart sofort auf. Da aber in Lerwick keine Bewegung unentdeckt blieb, war man gezwungen, einen unbeobachteten Ort zu finden. Dieser wurde im Sommer 1941 in Lunna gefunden, weit ab jeglicher bewohnter Siedlung, im nördlichen Teil von Mainland. Im Lunna House, einem großen 1660 gebauten Landhaus, war das neue Hauptquartier der Shetland Gang. Es liegt auf einer Landenge mit guten Ankermöglichkeiten sowohl östlich als auch westlich der Landenge.
Lunna war zwar in Hinblick auf die Geheimhaltung optimal. Wegen der Abgeschiedenheit stellte aber die fehlende Infrastruktur zunehmend ein Problem dar, z. B. bei der Versorgung mit Ersatzteilen oder der Reparatur der Boote, die oft ziemlich zugerichtet durch Beschuss oder Sturm aus Norwegen zurückkamen. Zudem konnte die Basis nicht komplett geheim gehalten werden; aufgrund der Abgeschiedenheit und der Entfernung zu den sonstigen britischen Truppen wäre sie bei einem überraschenden deutschen See- oder Luftangriff schutzlos gewesen.
So kam es Anfang 1942 zu einem weiteren Umzug nach Scalloway unweit von Lerwick. Hier wohnten nur einheimische Bevölkerung und geflüchtete Norweger in Nissenhütten, die sich erstaunlicherweise als sehr verschwiegen erwiesen. In Eigenarbeit baute die Mannschaft eine Slipanlage, die groß genug war, die norwegischen Fischerboote aufzunehmen. Diese Slipanlage ist noch heute in Betrieb.
Alle norwegischen Flüchtlinge wurden nach der Ankunft zunächst nach London ins County Hotel weitergeleitet, wo sie registriert und überprüft wurden, um die Gefahr von eingeschleusten deutschen Spionen zu mindern.
Während die Fahrten in der Anfangszeit von den Deutschen unbemerkt blieben, entdeckten diese schließlich den Fluchtweg und griffen mehrere Fischerboote erfolgreich an, versenkten sie oder nahmen die Besatzungsmitglieder gefangen. Zwischen Herbst 1942 und 1944 versenkte die deutsche Marine sieben Schiffe, wobei 33 Männer starben.
Am schwerwiegendsten war aber das Geschehen im norwegischen Küstenort Telavåg. Dort versuchte die SS am 26. April 1942 die beiden Widerstandskämpfer Arne Vaerum und Emil G. Hvaal mitzunehmen. Beide waren in Schottland ausgebildet und Anfang des Monats mit dem Shetland Bus in der Nähe von Telavåg abgesetzt worden. Bei der Aktion wurden Vaerum, der deutsche Geheimdienstchef Hauptsturmführer Gerhard Berns aus Bergen und sein Stellvertreter Untersturmführer Henry Bertram erschossen. Als Rachemaßnahme landeten SS-Einheiten im Dorf, verschleppten die Frauen des Dorfes in norwegische Lager, die Männer ins KZ Sachsenhausen und sprengten und verbrannten sämtliche Wohnhäuser.

## Ab Oktober 1943: Die US Navy stellt U-Boot-Jäger

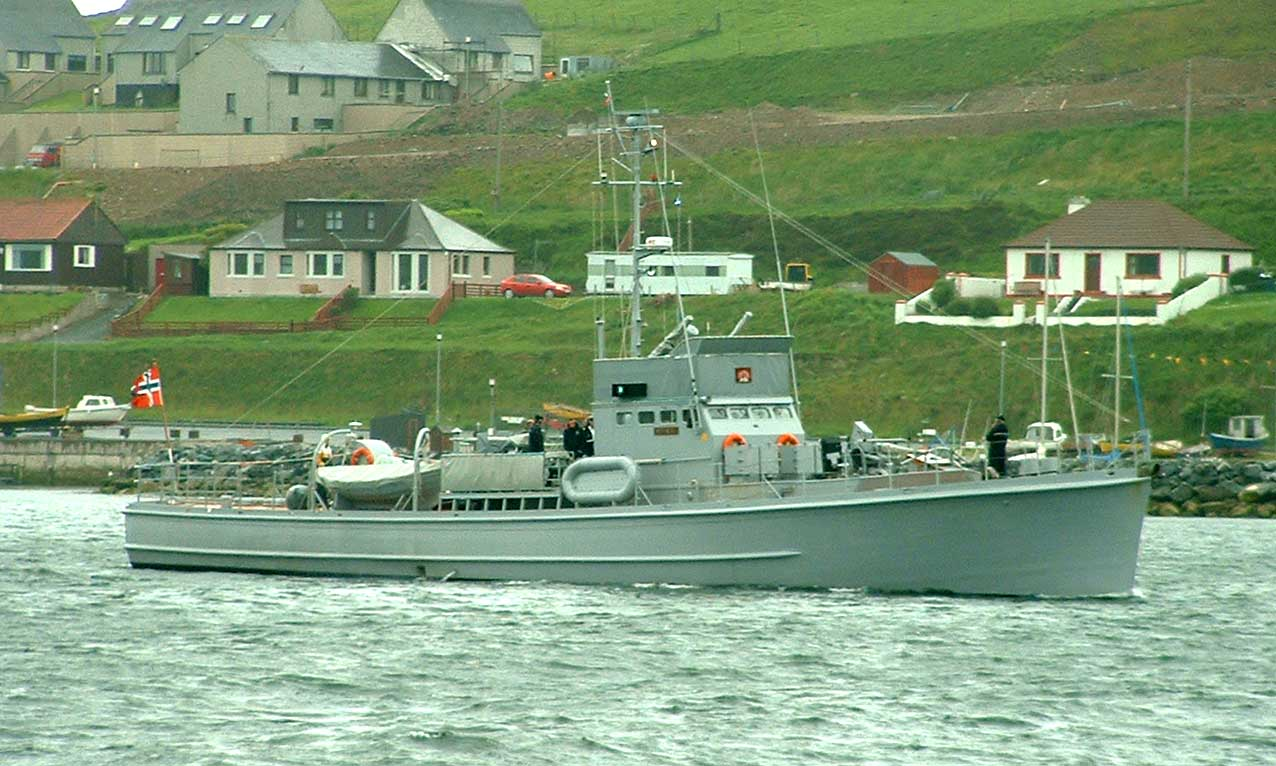
Die Hitra ist heute ein Museumsschiff

Admiral Chester W. Nimitz, der um die wertvollen Informationen über die Deutschen in Norwegen fürchtete, die über den Bus transportiert wurden, konnte Franklin Roosevelt davon überzeugen, ab Herbst 1943 die drei umgebauten U-Boot-Jäger Hessa, Hitra und Vigra unter norwegisches Kommando zu stellen. Sie kamen im August 1943 in Schottland an, wurden den Anforderungen entsprechend umgebaut und fuhren am 26. Oktober 1943 auf die erste Fahrt. Danach kam es zu keinen Verlusten auf See mehr, da die Schiffe schnell genug waren, um der deutschen Marine zu entkommen und ausreichend bewaffnet, um sich Flugzeuge vom Leib halten zu können. Auf den 114 Fahrten, die mit diesen Schiffen unternommen wurden, kam es nur zu einem einzigen Zwischenfall: ein kanadisches Flugzeug eröffnete aus Versehen das Feuer auf die Hessa. Mit der Hitra konnte Ingvald Eidsheim den Geschwindigkeitsrekord für den Shetland Bus aufstellen: 25 Stunden von Scalloway nach Norwegen und zurück.

## Nachwirkungen

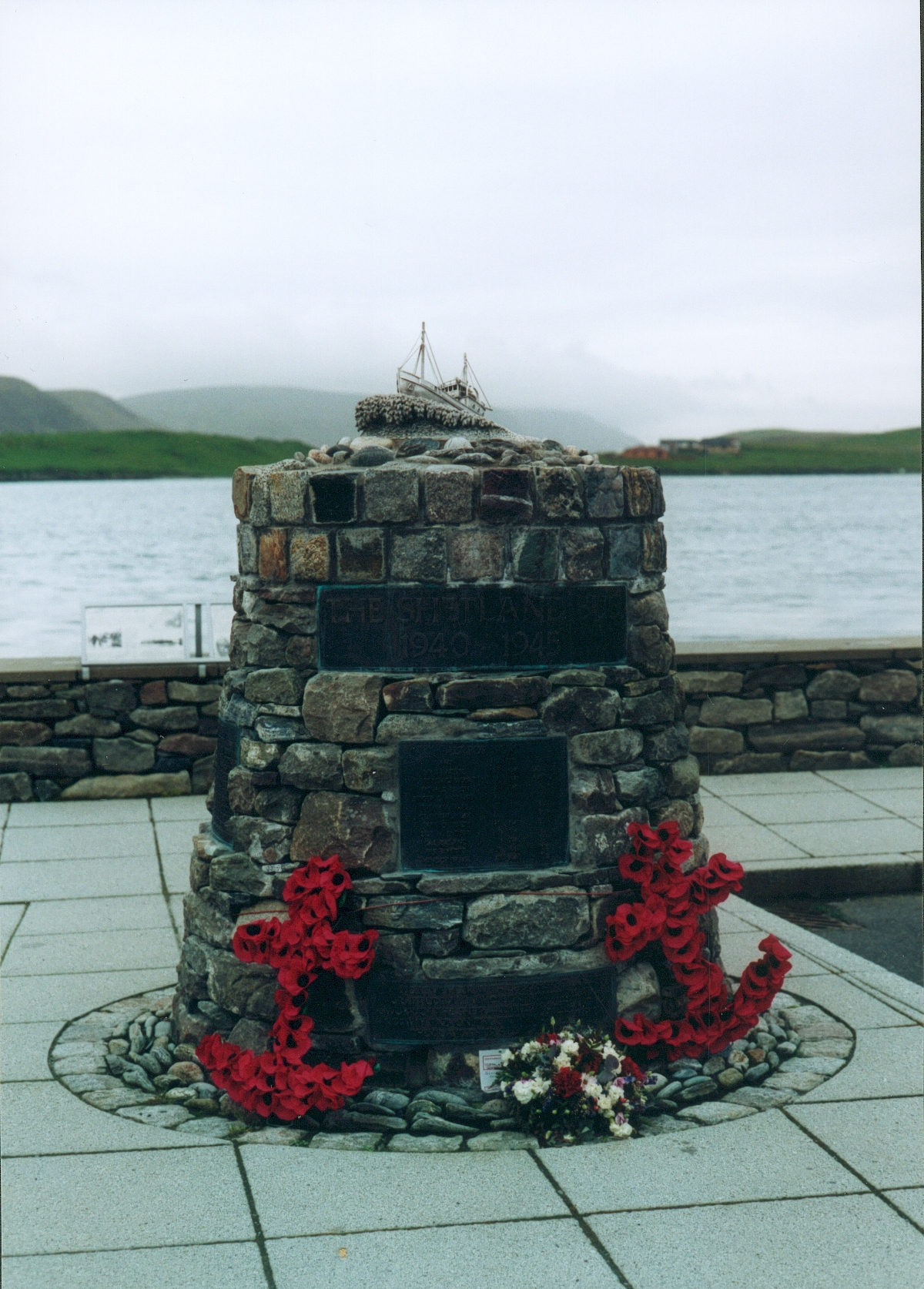
Denkmal der Shetland Bus in Scalloway, Shetland

Die ersten norwegischen Buchveröffentlichungen stammen von Sigurd Evensmo: „Englandsfarere“ (1945) – engl.:„A Boat for England“ (1947) (verfilmt 1946). David Howarth veröffentlichte 1951 den ersten englischen Originaltitel The Shetland Bus und 1955 We Die Alone, der die Geschichte aus Sicht des norwegischen Widerstandskämpfers Jan Baalsrud erzählt (norw.: „Nordsjøbussen“ (verfilmt 1954) bzw.: „Ni liv“ (verfilmt 1957)). Aus den Büchern entstand der 1956 in den USA gedrehte Film Suicide Mission von Michael Forlong, in dem mehrere Mitglieder der Shetland Gang sich selbst spielen.
Colin Nicol, Geschichtslehrer an der Scalloway Junior High School, begann Ende der 1990er Jahre mit weiteren und genaueren Untersuchungen zum Thema. Er bekam dabei Unterstützung von zahlreichen Stellen, unter anderem dem Shetland Museum, dem Scalloway Museum, dem Imperial War Museum, dem Norwegischen Widerstandsmuseum in der Festung Akershus und dem Nordsjøfartsmuseet in Telavåg. Besonders letzteres hat eine größere Ausstellung zum Thema. Dabei entstand unter anderem die Shetland-Bus-Website, die umfangreiche Interview-Audios der damals Beteiligten sammelt.
Das Museum in Scalloway widmet sich ebenfalls dem Shetland Bus.
In Erinnerung an den 80sten Jahrestag des Kriegsendes in Europa  (VE-Day) liefen sechs historische Schiffe, die am Shetland Bus tatsächlich teilgenommen hatten, nochmals nach Bergen aus, um am 8. Mai 2025 nach Lerwick zurückzukehren.